# Godshuis Paruitte
Paruitte is de naam van een aantal godshuizen en dishuizen in Brugge.

## Geschiedenis
Emilie Paruitte (Ieper, 1806 - Brugge, 14 juni 1896) was de dochter van gendarmeriebrigadier Louis Paruitte en van Amelie Bachy. Ze rentenierde als vrijgezel in de Ezelstraat. In haar testament duidde ze het Bureel van Weldadigheid en de Commissie van Burgerlijke Godshuizen als haar erfgenamen aan, elk voor de helft. Na kosten en enkele bijzondere legaten kreeg elke instelling circa 15.000 frank, waar ze vrije beschikking over kregen.
Juffrouw Paruitte werd begraven na een dienst in de Sint-Jakobskerk, waarbij ze begeleid werd door achttien maagden met brandende kaarsen, terwijl aan de armen van de parochie driehonderd broden van 1 kg werden uitgedeeld. Ze ligt begraven op het stedelijk kerkhof onder een monument in gotische stijl, met een kalvarieberg in gebakken aarde en geschilderd in kleuren.
De Burgerlijke godshuizen beslisten om negen nieuwe godshuizen te bouwen in de tuin van de godshuizen Elisabeth Zorghe. Drie daarvan werden gebouwd met het legaat Paruitte en kregen ook haar naam. Daarbij werden de drie huisjes in de Rijkepijndersstraat onttrokken aan de stichting Elisabeth Zorghe en gevoegd bij de drie huisjes van de stichting Paruitte.
Aan de stichting Paruitte was hetzelfde lot beschoren als aan dat van Elisabeth Zorghe: in 1923 werden de huisjes verkocht aan brouwerij De Arend en gesloopt, terwijl nieuwe godshuizen, onder dezelfde naam, werden gebouwd in de Stijn Streuvelsstraat.
Het Bureel van Weldadigheid besliste van zijn kant in 1902 om met zijn deel van de erfenis Paruitte, vier 'dishuizen' te bouwen in de Willemijnendreef.